# Смутняк, Кася
Катажина Анна (Кася) Смутняк (пол. Katarzyna Anna "Kasia" Smutniak; род. 13 августа 1979, Пила, Польша) — итальянская модель и актриса польского происхождения.

## Биография
Дочь бригадного генерала военно-воздушных сил Польши Зенона Смутняка, она выросла в мире авиации, унаследовав от отца страсть к полету, и уже в 16 лет получила лицензию пилота планеров. В 17 лет отправилась на польский конкурс красоты, где заняла второе место. Работала моделью, получая предложения от знаменитых дизайнеров Японии, США, Англии и Италии (где в 1998 году осталась на постоянное жительство).
Как актриса дебютировала в 2000 году в фильме Джорджо Параниелло «В нужное время», а в 2003 году приняла участие в съёмках «Радио-Уэст», где познакомилась со своим будущим мужем Пьетро Тариконе. Снималась в различных телевизионных драмах, включая два сезона сериала «Это моя земля» (2006—2008) режиссёров Раффаэля Мертеса и Рино Гаэтано.
В 2007 году за главную роль в фильме «Всё в твоих руках» была отмечена кинопремией «Серебряная лента» и итальянским «Золотым глобусом» как лучшая новая актриса. Широкому зрителю известна по роли Каролин по фильму 2010 года «Из Парижа с любовью», где снималась вместе с Джоном Траволтой и Джонатаном Рис-Майерсом. В 2014 году Смутняк была номинирована на итальянскую кинопремию «Давид ди Донателло» за роль в фильме «Пристегните ремни», а также награждена «Серебряной лентой». Вышедший в 2017 году на экраны фильм «Идеальные незнакомцы», в котором Кася исполнила главную роль, принёс ей признание не только в Италии, но и за рубежом.
Начиная с 2020 года снимается в роли супруги римского императора Октавиана Августа — Ливии Друзиллы, в британско-итальянском историческом телесериале «Домина», премьера которого состоялась 2021 года на телеканале Sky Atlantic.
Помимо родного польского, Кася Смутняк свободно говорит на русском, английском и итальянском языках.

## Личная жизнь
4 сентября 2004 года Смутняк в Риме родила дочь Софию от своего давнего друга, актёра Пьетро Тариконе. Тариконе погиб 29 июня 2010 года в результате несчастного случая при скайдайвинге. В 2014 году Смутняк родила сына Леона от кинопродюсера Доменико Прокаччи, с которым вступила в брак в 2019 году.

## Фильмография

### Фильмы
- 2000 — В нужное время / Al momento giusto — Сeрена
- 2002 — Хакер / Haker — Лаура
- 2003 — Радио Вест / Radio West — Илиана
- 2004 — Последний 3 — Разведчик / Ultimo 3 — L’infiltrato (телесериал) — Анна Дe Роса
- 2004 — Сейчас и навсегда / Ora e per sempre — Салли
- 2004 — 13 за столом / 13dici a tavola — Анна
- 2007 — Всё в твоих руках / Nelle tue mani — Мави
- 2007 — Исцеляющая любовь — Элен
- 2008 — Тихий хаос / Caos calmo — Йоланда
- 2008 — Карнера: Ходячая гора / Carnera: The Walking Mountain — Эмилия Терсини
- 2009 — Гол! 3 / Goal III: Taking on the World — София Тарделли
- 2009 — Все свободны / Tutta colpa di Giuda — Ирена
- 2009 — Барбаросса / Barbarossa — Элеонора
- 2010 — Из Парижа с любовью / From Paris with Love — Каролин
- 2010 — Страсть / La passione — Катерина
- 2010 — Столкновение цивилизаций в лифте на площади Витторио / Scontro di civiltà per un ascensore a Piazza Vittorio — Джулия
- 2011 — Четвёртая власть / Die vierte Macht — Катя
- 2013 — Все против всех / Tutti contro tutti — Анна
- 2013 — Добро пожаловать, президент! / Benvenuto Presidente! — Дженис
- 2014 — Пристегните ремни / Allacciate le cinture — Елена
- 2015 — Декамерон / Maraviglioso Boccaccio — Гисмонда
- 2016 — Идеальные незнакомцы / Perfetti sconosciuti — Ева
- 2017 — Не твоё тело / Moglie e marito — София[7]
- 2018 — Сделано в Италии / Made in Italy — Сара
- 2018 — Лоро / Loro — Кира
- 2019 — (Не)знакомые / (Nie)znajomi — Ева
- 2020 — Удивительное путешествие доктора Дулиттла / The Voyage of Doctor Dolittle — Лили Дулиттл
- 2022 — Пантафа — пожирательница душ / Pantafa — Марта

### Сериалы
- 2004 — Последний 3 — Разведчик / Ultimo — L’infiltrato — Анна
- 2005 — Это моя земля / Questa è la mia terra — Джулия Корради
- 2006 — Китайская жена / La moglie cinese — Лили Дулиттл
- 2007 — Джузеппе Москати: Исцеляющая любовь / Giuseppe Moscati: L’amore che guarisce — Елена
- 2007 — Рино Гаэтано / Rino Gaetano — Ma il cielo è sempre più blu — Ирен
- 2008 —  Это моя земля — год спустя  / Questa è la mia terra vent'anni dopo — Джулия Корради
- 2008 —  Комиссар Де Лука /  Il commissario De Luca — Лаура
- 2013 — Пациенты  /  In Treatment —   Сара
- 2013 —  Полёт — великолепная история Доменико Модуньо / Volare — La grande storia di Domenico Modugno — Франка
- 2021 — Домина / Domina — Ливия Друзилла

## Премии и награды
| Давид ди Донателло | Давид ди Донателло | Давид ди Донателло  | Давид ди Донателло |
| Год                | Название           | Категория           | Результат          |
| ------------------ | ------------------ | ------------------- | ------------------ |
| 2014               | Пристегните ремни  | Лучшая женская роль | Номинация          |

| Серебряная лента | Серебряная лента                               | Серебряная лента             | Серебряная лента |
| Год              | Название                                       | Категория                    | Результат        |
| ---------------- | ---------------------------------------------- | ---------------------------- | ---------------- |
| 2008             | Всё в твоих руках                              | Европейская серебряная лента | Победа           |
| 2013             | Все против всех и Добро пожаловать, президент! | Лучшая женская роль          | Номинация        |
| 2014             | Пристегните ремни                              | Лучшая женская роль          | Победа           |

| Золотой глобус | Золотой глобус    | Золотой глобус          | Золотой глобус |
| Год            | Название          | Категория               | Результат      |
| -------------- | ----------------- | ----------------------- | -------------- |
| 2008           | Всё в твоих руках | Лучшая актриса-открытие | Победа         |
| 2008           | Всё в твоих руках | Лучшая актриса          | Номинация      |